# Edward Pakenham
Pour l’article homonyme, voir Edward Pakenham (2e baron Longford).
Edward Michael Pakenham (19 mars 1778 - 8 janvier 1815), est un homme politique et un officier de l'armée britannique . Il est le fils du baron Longford et le beau-frère du duc de Wellington, avec qui il sert pendant la guerre d'indépendance espagnole. Pendant la guerre anglo-américaine de 1812, il est commandant des forces britanniques en Amérique du Nord (1814-1815). Le 8 janvier 1815, Pakenham est tué au combat alors qu'il menait ses hommes à la Bataille de La Nouvelle-Orléans .

## Jeunesse
Pakenham est né à Pakenham Hall (l'actuel château de Tullynally) dans le comté de Westmeath, en Irlande, d'Edward Pakenham (2e baron Longford), et de son épouse Catherine Rowley. Il fait ses études à la Royal School d'Armagh. Sa famille achète sa commission de lieutenant dans le 92e Régiment de fantassins alors qu'il n'a que seize ans.
Entre 1799 et 1800, Pakenham est député de Longford Borough à la Chambre des communes irlandaise.

## Carrière militaire
Pakenham sert avec les 23rd Light Dragoons contre les Français en Irlande pendant la rébellion de 1798 et plus tard en Nouvelle-Écosse, à la Barbade et à Sainte-Croix. Il mène ses hommes dans une attaque contre Sainte-Lucie en 1803, où il est blessé. Il participe également à la campagne danoise et à la bataille de Copenhague (1807) et en Martinique contre l'Empire français, où il subit une autre blessure. En 1806, sa sœur Catherine épouse Arthur Wellesley, le futur duc de Wellington.

### Guerre péninsulaire
Pakenham, en tant qu'adjudant général, rejoint son beau-frère bien connu, le duc de Wellington, dans la guerre péninsulaire. Il commande un régiment à la Bataille de Buçaco en 1810 et, en 1811, combat à la Bataille de Fuentes de Oñoro pour défendre la forteresse assiégée d'Almeida, contribuant à assurer une victoire britannique. En 1812, il est félicité pour sa performance à Salamanque dans laquelle il commande la troisième division et martèle sur le flanc de la ligne française. Il reçoit également la Croix d'or de l'armée et des fermoirs pour les batailles de Martinique, Busaco, Fuentes de Oñoro, Salamanque, Pyrénées, Nivelle, Nive, Orthez et Toulouse.

### Guerre de 1812

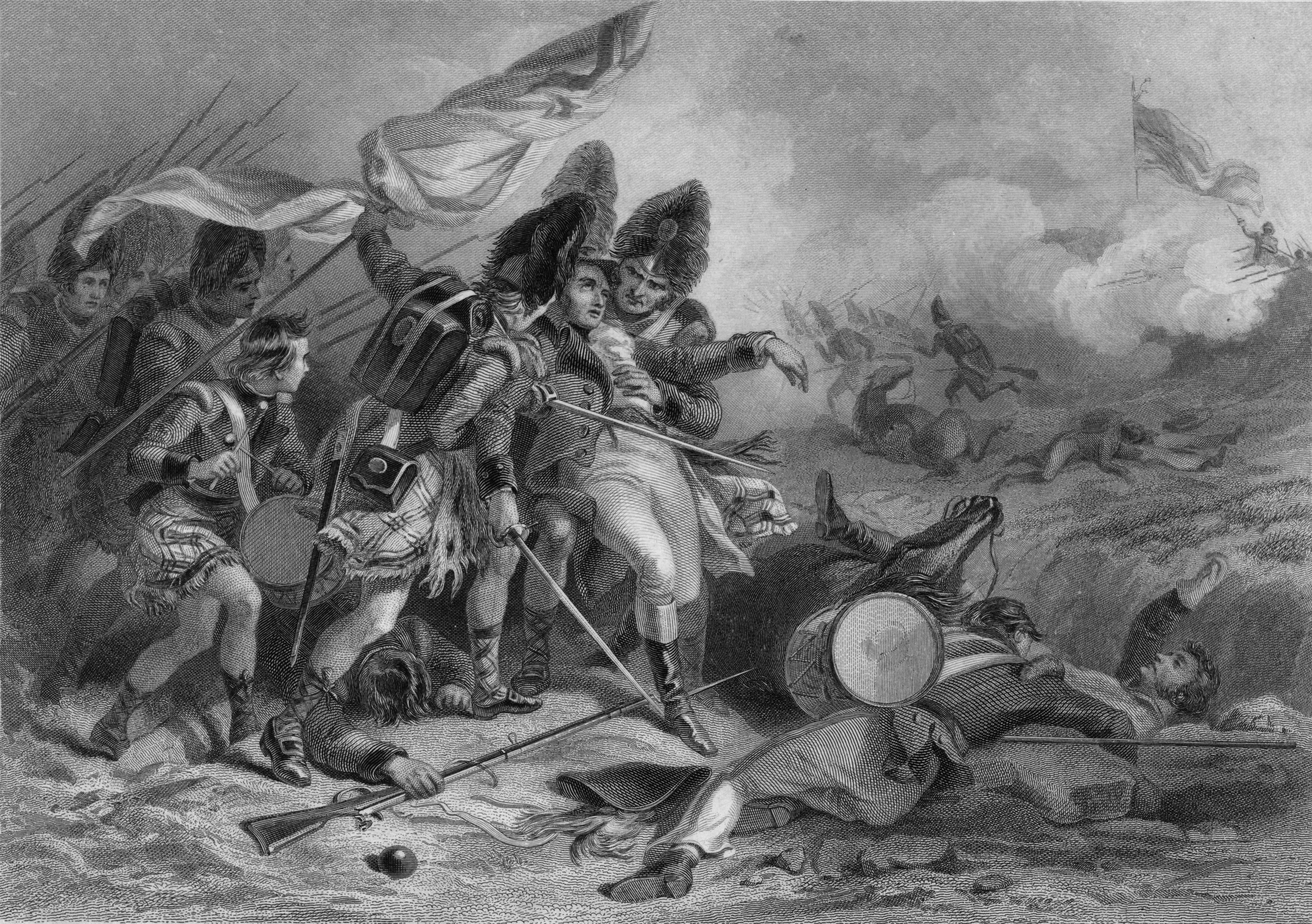
La mort de Pakenham à la bataille de la Nouvelle-Orléans par le FOC Darley montre la mort de Sir Edward Pakenham le 8 janvier 1815.

En septembre 1814, Pakenham, ayant été promu au grade de général de division, accepte une offre de remplacer le général Robert Ross comme commandant de l'armée britannique d'Amérique du Nord, après que Ross ait été tué lors de l'escarmouche avant la bataille de North Point près de Baltimore.
L'année suivante, lors de la bataille de la Nouvelle-Orléans, alors qu'il rassemblait ses troupes près de la ligne ennemie, un grappin de l'artillerie américaine lui a brisé le genou gauche et tué son cheval. Alors qu'il est secouru par son aide de camp principal, le major Duncan MacDougall, Pakenham est blessé une deuxième fois au bras droit. Après avoir monté le cheval de MacDougall, un tir a déchiré sa colonne vertébrale, le blessant mortellement, et il est transporté du champ de bataille sur une civière. Il est étendu sous les chênes qui portent encore aujourd'hui son nom . Il avait 36 ans. Ses derniers mots sont censés dire à MacDougall de trouver le général John Lambert pour lui dire d'assumer le commandement ainsi que "Dis-lui... dis à Lambert d'envoyer des réserves". La bataille s'est terminée par la défaite des Britanniques.
Le commandant américain est le major-général Andrew Jackson, qui allait devenir le septième président des États-Unis de 1829 à 1837. Un cessez-le-feu général a déjà été déclaré par le traité de Gand, signé le 24 décembre 1814, mais comme la paix n'est pas encore ratifiée à Washington comme l'exige le traité, les deux nations sont toujours officiellement en guerre. La nouvelle du traité n'est parvenue aux combattants qu'en février, plusieurs semaines après la bataille .

## Héritage
Il y a une statue en sa mémoire au transept sud de la cathédrale St Paul à Londres. Son corps a été restitué dans un fût de rhum et enterré dans le caveau de la famille Pakenham à Killucan dans le comté de Westmeath, en Irlande.
Le village de Pakenham en Ontario, au Canada, est nommé en l'honneur de la courte visite du général et de son rôle dans la guerre de 1812. Le village est situé sur le fleuve Mississippi qui prend sa source dans le lac Mississippi et se jette dans la rivière des Outaouais.
Il y a aussi une banlieue de Melbourne, en Australie, qui porte son nom.